# Campeonato do Sudeste Asiático de Fórmula 4
O Campeonato do Sudeste Asiático de Fórmula 4 (inglês: Formula 4 South East Asia Championship) é uma categoria de fórmula baseada e disputada no sudeste asiático, nos regulamentos da Fórmula 4. A categoria teve sua primeira temporada em 2016-2017, mas tendo uma pausa em 2020, devido a pandemia de COVID-19. A categoria voltou em 2023, com um novo organizador.

## História
Após a FIA estabelecer os regulamentos para a Fórmula 4 em 2013, a Fórmula 4 Sul-Asiática foi lançada para a temporada 2016-2017. O campeonato era - em sua primeira iteração - organizado pela Associação Automotiva da Malásia (AAM) e pelo Grupo de Ação Autoesportiva Asiático.  
A categoria teve uma pausa em 2020, devido a pandemia de COVID-19. Houve a intenção de retomar da categoria no final de 2020, com etapas somente em Sepang, porém, restrições a viagens devido a pandemia impediram as atividades. Houve também intenções para a retomada da categoria em 2021, porém, a mesma foi cancelada devido a pandemia.
Em 2023, a categoria foi retomada, com a organização da Top Speed e etapas na Malásia, China e Macau.

## Carros
A Fórmula 4 Sul-Asiática, como categoria monomarca, utilizava somente um modelo de carro. O M14-F4, que é produzido pela francesa Mygale, sendo um monocoque em fibra de carbono, propulsado por um motor Renault F4R 2.0L 4-cil, gerando 162 cv (119 kW), acoplado a uma transmissão Sadev SL75-14, semiautomática de seis velocidades e calçando pneus Hankook. Esse modelo foi utilizado até 2019.
O modelo anterior foi trocado pelo F4-T421, produzido pela Tatuus, também sendo um monocoque em fibra de carbono, mas já equipado com melhoras na segurança, como o halo. O modelo é propulsado por um motor Abarth (Autotecnica) 1.4L 4-cil turbo, gerando 182 cv (133 kW), sendo acoplado a uma transmissão Sadev, semiautomática de seis velocidades. Todos os modelos calçam pneus Giti.

## Campeões

### Pilotos
| Temporadas | Campeão                                           | Corridas                                          | Poles                                             | Vitórias                                          | Pódios                                            | Volta Mais Rápida                                 | Pontos                                            | Margens                                           |
| ---------- | ------------------------------------------------- | ------------------------------------------------- | ------------------------------------------------- | ------------------------------------------------- | ------------------------------------------------- | ------------------------------------------------- | ------------------------------------------------- | ------------------------------------------------- |
| 2016–17    | Presley Martono                                   | 36                                                | 4                                                 | 9                                                 | 24                                                | 4                                                 | 565                                               | 2                                                 |
| 2017–18    | Daniel Cao                                        | 29                                                | 2                                                 | 10                                                | 21                                                | 8                                                 | 438                                               | 119                                               |
| 2018       | Alessandro Ghiretti                               | 24                                                | 4                                                 | 14                                                | 21                                                | 12                                                | 446                                               | 81                                                |
| 2019       | Lucca Allen                                       | 40                                                | 5                                                 | 12                                                | 27                                                | 9                                                 | 619                                               | 2                                                 |
| 2020       | Temporada cancelada devido a pandemia de COVID-19 | Temporada cancelada devido a pandemia de COVID-19 | Temporada cancelada devido a pandemia de COVID-19 | Temporada cancelada devido a pandemia de COVID-19 | Temporada cancelada devido a pandemia de COVID-19 | Temporada cancelada devido a pandemia de COVID-19 | Temporada cancelada devido a pandemia de COVID-19 | Temporada cancelada devido a pandemia de COVID-19 |
| 2021       | Temporada cancelada devido a pandemia de COVID-19 | Temporada cancelada devido a pandemia de COVID-19 | Temporada cancelada devido a pandemia de COVID-19 | Temporada cancelada devido a pandemia de COVID-19 | Temporada cancelada devido a pandemia de COVID-19 | Temporada cancelada devido a pandemia de COVID-19 | Temporada cancelada devido a pandemia de COVID-19 | Temporada cancelada devido a pandemia de COVID-19 |
| 2022       | Temporada cancelada devido a pandemia de COVID-19 | Temporada cancelada devido a pandemia de COVID-19 | Temporada cancelada devido a pandemia de COVID-19 | Temporada cancelada devido a pandemia de COVID-19 | Temporada cancelada devido a pandemia de COVID-19 | Temporada cancelada devido a pandemia de COVID-19 | Temporada cancelada devido a pandemia de COVID-19 | Temporada cancelada devido a pandemia de COVID-19 |
| 2023       | Jack Beeton                                       | 9                                                 | 2                                                 | 2                                                 | 5                                                 | 2                                                 | 130                                               | 48                                                |
| 2024       | Temporada não disputada                           | Temporada não disputada                           | Temporada não disputada                           | Temporada não disputada                           | Temporada não disputada                           | Temporada não disputada                           | Temporada não disputada                           | Temporada não disputada                           |

### Equipes
| Temporadas | Campeão   | Poles | Vitórias | Pódios | Volta Mais Rápida | Pontos | Margens |
| ---------- | --------- | ----- | -------- | ------ | ----------------- | ------ | ------- |
| 2023       | AGI Sport | 2     | 3        | 7      | 3                 | 148    | 0       |

### Copa de Estreantes
| Temporadas | Campeão             | Pontos |
| ---------- | ------------------- | ------ |
| 2016–17    | Presley Martono     | 714    |
| 2017–18    | Kane Shepherd       | 377    |
| 2018       | Alessandro Ghiretti | 420    |
| 2023       | Doriane Pin         | 111    |

## Circuitos
- Em negrito são circuitos incluídos na temporada 2025

| Circuitos                         | Etapas | Anos            |
| --------------------------------- | ------ | --------------- |
| Circuito Internacional de Sepang  | 16     | 2016–2019, 2023 |
| Circuito Internacional de Chang   | 5      | 2017–2019       |
| Circuito de Madras                | 4      | 2018–2019       |
| Autódromo Internacional de Clark  | 2      | 2016–2017       |
| Circuito Internacional de Sentul  | 1      | 2016            |
| Circuito Internacional de Zhuzhou | 1      | 2023            |
| Circuito de Rua de Bangsaen       | 0      | 2025            |